# Ljudmila Prokasjeva
Ljudmila Vjatjeslavovna Prokasjeva (ryska: Людмила Вячеславовна Прокашёва), född den 23 januari 1969 i Pavlodar, Kazakstan, är en kazakisk skridskoåkare.
Hon tog OS-brons på damernas 5 000 meter i samband med de olympiska skridskotävlingarna 1998 i Nagano.